# Solero
Solero (piemontesisch Soleri [gesprochen „Suleri“], im lokalen Dialekt „Sulìare“) ist eine Gemeinde in der italienischen Provinz Alessandria (AL), Region Piemont.

## Lage und Einwohner
Solero liegt knapp 10 km westlich von der Provinzhauptstadt Alessandria auf einer Höhe von 102 m über dem Meeresspiegel. Das Gemeindegebiet umfasst eine Fläche von 22,73 km² und hat 1569 (Stand 31. Dezember 2024) Einwohner. Solero hat einen Bahnhof an der Bahnstrecke Turin–Genua und liegt an der Autostrada dei Vini. Die Staatsstraße 10 führt als Umgehungsstraße um den Ortskern herum.
Die Nachbargemeinden sind Alessandria, Felizzano, Oviglio und Quargnento.

## Geschichte

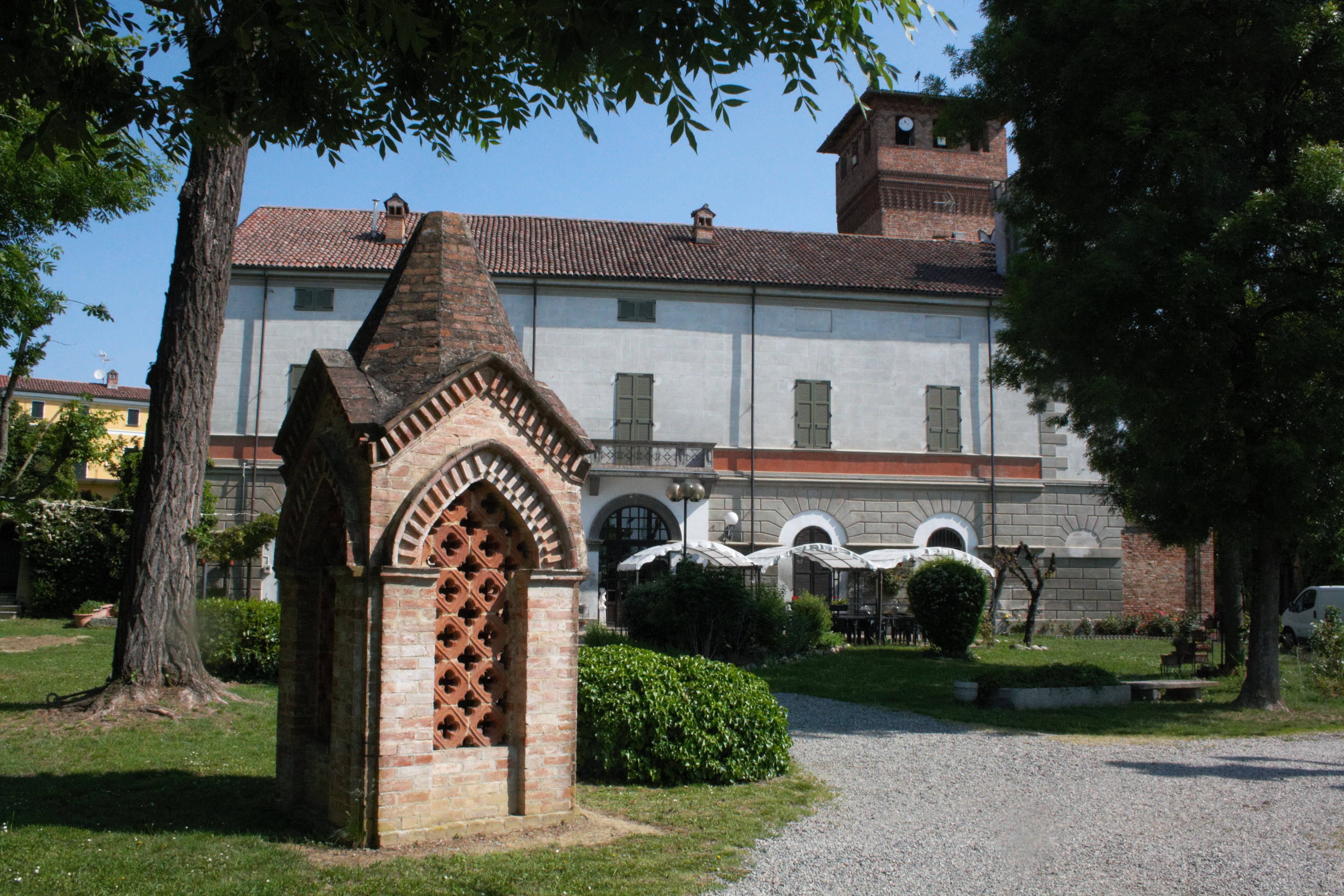
Castello Faà di Bruno

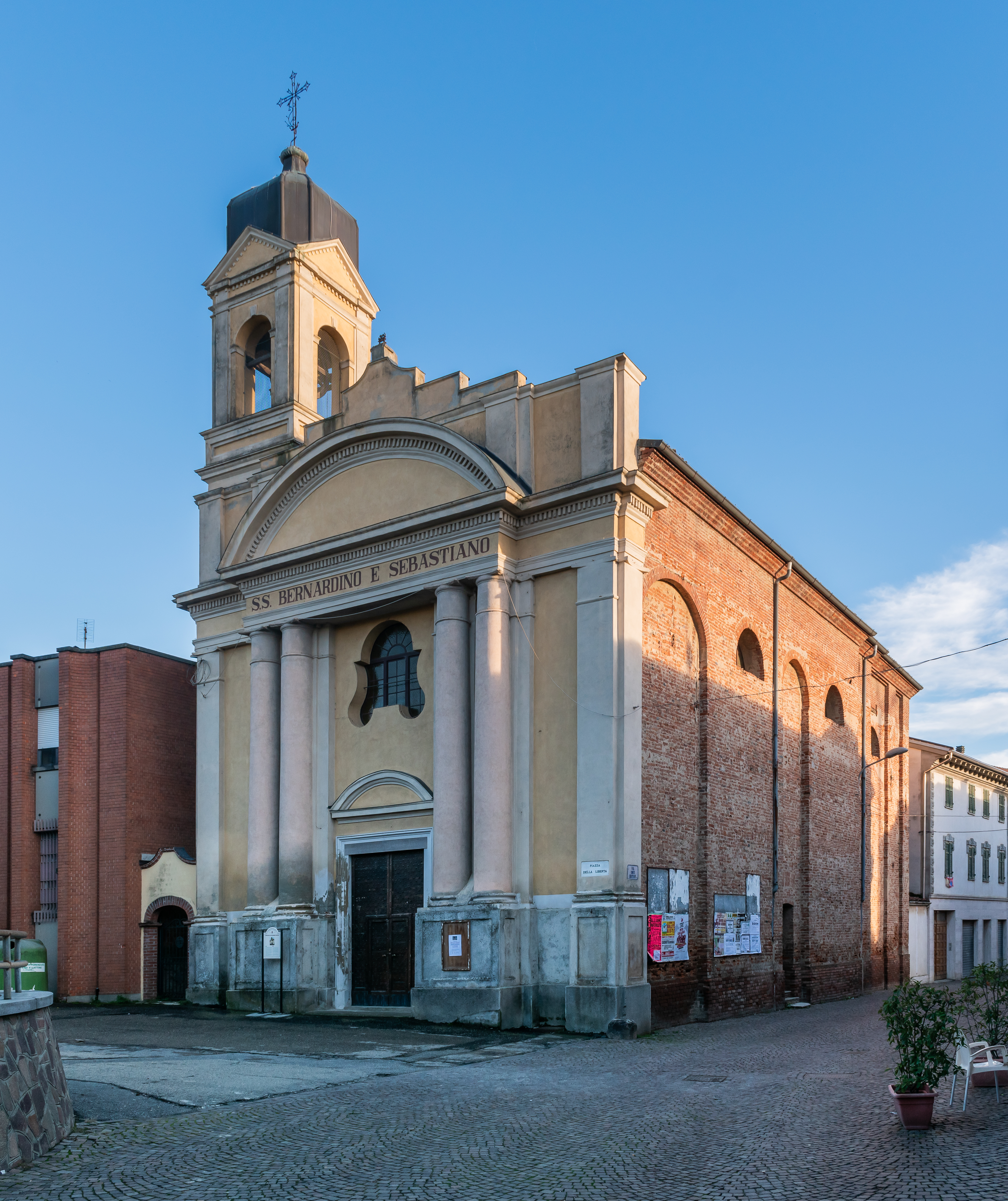
Kirche San Sebastiano

Der Ortsname ist seit 913 mit den Formen „Solarjo“, „Solaria“ und „Solarium“ bezeugt, die alle auf seinen Ursprung vom lateinischen SOLARIUM hinweisen, wahrscheinlich „ländliches, rustikales Haus“. Dokumentierte Varianten sind „Solerio“ und „Solerum“, die eher ein Vorspiel zur aktuellen Form darstellen.
Erbaut in der Römerzeit, gelangte es in den Besitz Karls des Großen, der es 773 den Kanonikern von San Martino di Tours schenkte, denen es später von Karl dem Dicken bestätigt wurde. Im Jahr 1090 übergaben dieselben Domherren es dem Markgrafen Bonifacio von Monferrato.
Im 12. Jahrhundert beteiligten sich vierzig seiner Familien an der Gründung der Gemeinde Alessandria und an der ersten Bevölkerung der Stadt. Von 1224 bis 1255 gehörte es zum Bistum Acqui. Danach wurde es wieder Teil der alessandrinischen Gerichtsbarkeit.
Nach dem Krieg zwischen König Roberto und Marco Visconti, bei dem es fast vollständig zerstört wurde, gelangte es in die Hände von Guasco von Alessandria und anschließend an andere Familien.

## Sehenswürdigkeiten
- Die Pfarrkirche der Heiligen Perpetuo und Bruno, die im romanisch-gotischen Stil erbaut und im Laufe der Jahrhunderte mehrmals renoviert wurde.
- Das moderne Rathausgebäude.
- Das Schloss Faà di Bruno aus dem 16. Jahrhundert im Renaissancestil, flankiert von einem überdachten, zinnenbewehrten Turm, der im 19. Jahrhundert hinzugefügt wurde.

## Persönlichkeiten
- Perpetuo Guasco (1803–1859), römisch-katholischer Apostolischer Vikar von Ägypten